# Dóra Czigány
Dóra Czigány (Cegléd, 23 de outubro de 1992) é uma jogadora de polo aquático húngara.

## Carreira
Czigány disputou duas edições de Jogos Olímpicos pela Hungria: 2012 e 2016. Em ambas as ocasiões sua equipe terminou na quarta colocação.